# Hyundai KIA Alpha
| Hyundai/KIA                    | Hyundai/KIA                                                         |
| ------------------------------ | ------------------------------------------------------------------- |
| Alpha II CVVT 1,6 (G4ED)       |                                                                     |
| Alpha, Alpha II, Alpha II CVVT |                                                                     |
| Hersteller:                    | Hyundai / KIA                                                       |
| Produktionszeitraum:           | 1991–heute                                                          |
| Bauform:                       | Reihenvierzylinder                                                  |
| Motoren:                       | 1,3 L (1341 cm³) 1,4 L (1399 cm³) 1,5 L (1495 cm³) 1,6 L (1599 cm³) |
| Zylinder-Zündfolge:            | 1-3-4-2                                                             |
| Vorgängermodell:               | keines                                                              |
| Nachfolgemodell:               | Gamma (4-Zylinder)                                                  |
| Ähnliche Modelle:              | keines                                                              |

Bei der Baureihe Hyundai KIA Alpha handelt es sich um Vierzylinder-Benzinmotoren mit einfacher (SOHC) oder doppelter obenliegender Nockenwelle (DOHC) und dementsprechend drei oder vier Ventilen pro Zylinder. Die Motoren für Hyundai-Modelle werden in Ulsan gebaut, die für KIA in Hwaseong (beide Südkorea). Für die Hyundai-Werke in Russland, Indien, Türkei und China stammen die Alpha-Motoren aus Shandong (China).

## Allgemeine Merkmale
Der 1.5-L-Motor ist als einziger in beiden Varianten ausgeführt, zwei Nockenwellen erhielten die Versionen ab 99 PS. Die Ausgaben mit 1.3 L verfügen durchgehend über das SOHC-Design, die mit der Alpha-II-Serie hinzugekommenen 1.4 und 1.6 L hingegen den DOHC-Zylinderkopf. In beiden Designs ist immer ein Klopfsensor enthalten.
Die Alpha-Reihe ist die erste in Korea entwickelte Motorenreihe. Zuvor verbaute Hyundai ausschließlich in Lizenz gefertigte Mitsubishi-Motoren. Anstelle der dort üblichen Benennung nach Planeten entschied sich Hyundai für griechische Buchstaben. Dadurch lassen sich auf einfachem Wege die Eigenentwicklungen von Lizenzfertigungen unterscheiden.
Der Motorblock besteht aus Grauguss, sein Zylinderkopf aus Leichtmetall. Auch die Kolben sind aus Aluminium gefertigt, ihre Befestigung an der Kurbelwelle, die Pleuel, hingegen aus Stahl. Die Gewichte der Motoren finden sich in untenstehender Tabelle. Für die Luftmengenmessung nutzen Alpha-Motoren einen MAP-Sensor (Manifold Absolute Pressure).
Die Leerlaufdrehzahl der Alpha-Serie beträgt 800 Umdrehungen pro Minute, bei eingeschalteter Klimaanlage steigt sie auf 850 Umdrehungen. In der präziser gefertigten Alpha II-Serie sinkt die Drehzahl auf 750, im Alpha II CVVT noch einmal auf 720 und in dessen Automatikversion bei Drive-Schaltposition schließlich auf 660.
Die Ein- und Auslass-Nockenwellen der DOHC-Modelle sind durch eine Steuerkette verbunden. Die Kraftübertragung von der Kurbelwelle zum Zylinderkopf erfolgt mittels Zahnriemen. Dessen Inspektion ist bei Modellvorstellungen vor 2005 aller 60.000 km (95.000 km) oder 30 Monate vorgesehen, in neueren Modellen nur noch sein Tausch aller 100.000 km (145.000 km) oder 48 (108) Monate (Angaben in Klammern gelten nur für den Hyundai Accent MC) Die Motoren sind keine Freiläufer. Der Antrieb der Nebenaggregate erfolgt über insgesamt drei Keilriemen, deren Inspektion modellabhängig aller 32.000 bis 48.000 km oder 16 bis 24 Monate vorgesehen ist, ihr Austausch bei nachlassender Spannung oder erkennbarer Abnutzung. Die Inspektion des Ventilspiels ist aller 24.000 km oder 12/24 Monate vorgesehen (Modelle mit Alpha/Alpha II und Alpha II CVVT), ein Austausch der Hydrostößel nach Bedarf.

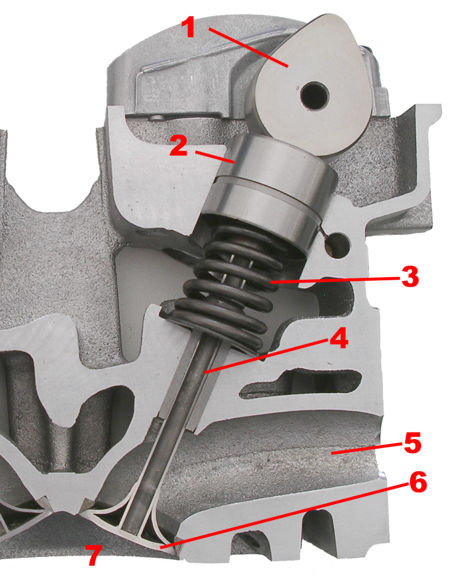
Der Nocken (1) drückt den Hydrostößel (2) auf den Ventilschaft (3, 4), dessen Ende (6) in den Zylinderraum (7) gedrückt wird und damit den Luftkanal (5) freigibt.

Die Ventile werden über Hydrostößel ohne Kipp- und Schlepphebel betätigt.
Diese Form des Ventilspielausgleichs ist wartungsfrei bis zur Abnutzung der Hydrostößel. Diese entsteht durch das Abtragen der Kontaktfläche zwischen Nocken und Hydrostößel. Der Abstand wird anfangs durch eine Feder ausgeglichen, welche die Stößeloberseite bündig nach oben drückt. Dauerhaftes Ticken deutet darauf hin, dass dies nicht mehr ausreicht und der Nocken nicht mehr ständig am Hydrostößel anliegt, sondern ihn nur noch einmal pro Umdrehung erreicht – das Aufkommen erzeugt das Tickgeräusch. Beim Tausch der Stößel werden sie durch etwas längere ersetzt, um das abgetragene Nockenmaterial auszugleichen. Unterbleibt der Tausch, werden auch die Nocken verstärkt abgetragen, was schließlich in einer „eingelaufenen Nockenwelle“ resultiert. resultiert. Dann müsste diese ergänzend zu den Stößeln getauscht werden. Ein Ticken kann auch durch unpassende Ölviskosität oder die Nichteinhaltung der Wechselintervalle entstehen. Läuft der Ölkanal im Hydrostößel etwa durch zu niedrigen Ölstand leer, wird das Ventilspiel ebenfalls zu groß (vgl.) und das Ventil nicht mehr vollständig geöffnet. Eine geringere Luftmenge und damit etwas weniger Leistung sind die Folge.
Auch nach längerem Stillstand ist das Geräusch möglich, wenn die Ölkanäle leer gelaufen sind. Dies ist kein Verschleißmerkmal und verschwindet nach wenigen Sekunden (vgl. Hydrostößel-Besonderheiten).

## Entwicklung der Alpha-Reihe
Obwohl Hyundai und KIA in Europa primär als Autohersteller in Erscheinung treten, begannen beide erst Jahrzehnte nach ihrer Gründung mit der Fertigung von Fahrzeugen. Entscheidend für diese Schwenks in der Produktstrategie war die gelenkte Wirtschaft des Landes. Die Militärregierung teilte den vorhandenen Großkonzernen ab 1961 Aufgaben zu, die sie quasi monopolistisch ausfüllten. Für KIA war das ab 1962 die Rolle des LKW- und Maschinenbauers, während Hyundai im Baugeschäft begann, das es nach dem Koreakrieg auf Verwandtes ausweitete, darunter die Stahlfertigung. Jene eignete sich auch für seine ab 1967 hergestellten Fahrzeuge. 1980 vor die Wahl gestellt, entschied sich der Hyundai-Gründer für die Erfahrungen seiner Jugend und damit die Automobilfertigung, deren Reparatur er in der Autowerkstatt seiner Eltern erlernte. Gegen den Regierungswillen wendete er im gleichen Jahr die Fusion mit Daewoo ab. Das Regierungsziel, großflächig Konkurrenz zu vermeiden, diente der größtmöglichen Abdeckung aller Bedarfsbereiche mit den noch wenigen industriequalifizierten Mitarbeitern. Diese fehlten aufgrund der agrarisch geprägten Wirtschaft. Heute hat Südkorea eines der forderndsten Bildungssysteme weltweit.

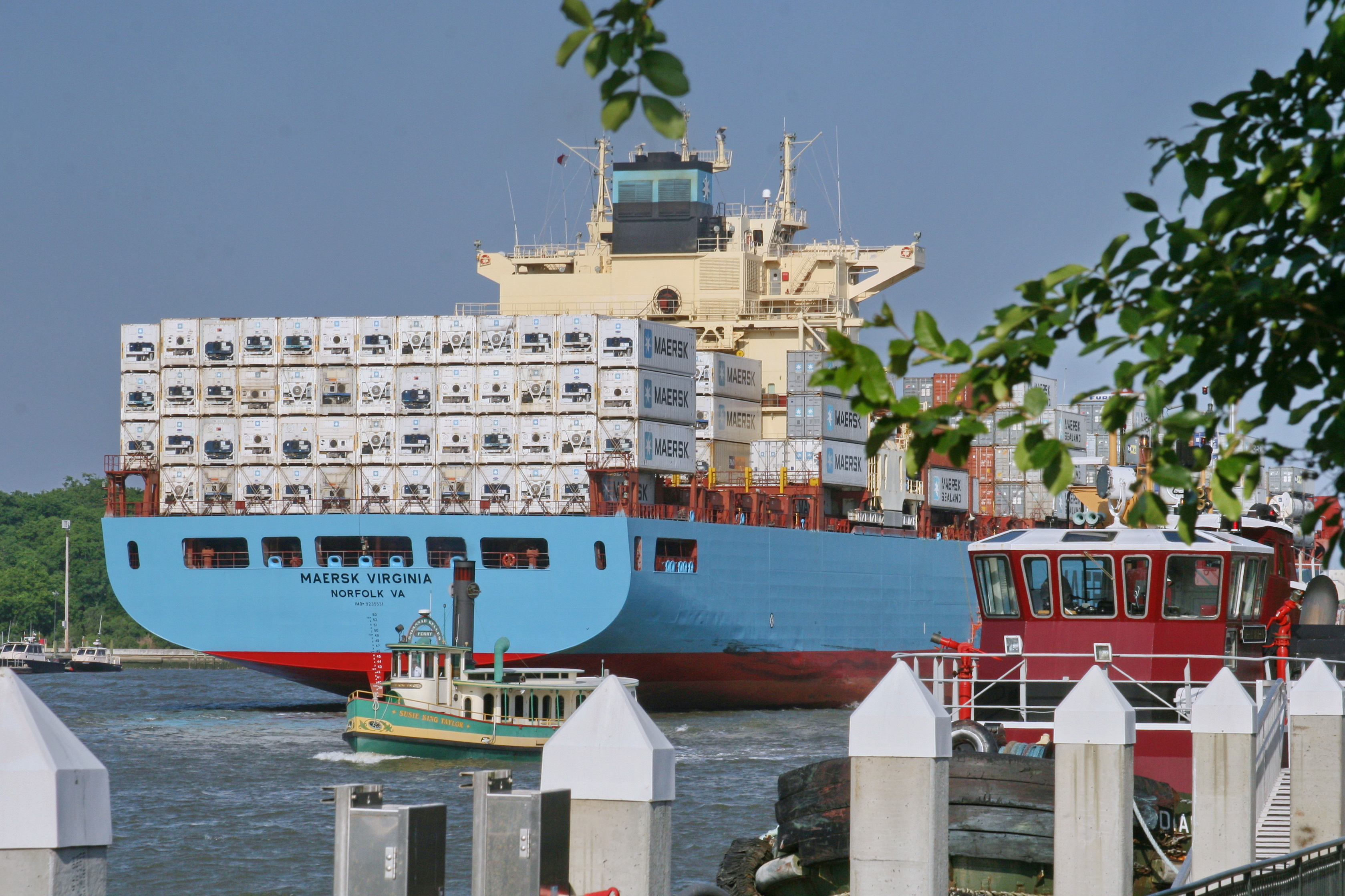
Die Stahlfertigung verwendete Hyundai bald auch für den Schiffbau. Im Bild die Maersk Virginia im Hafen von Savannah. Sie lief 2002 in Ulsan vom Stapel, einem Produktionsort der Alpha-Reihe.

Der Gründung der Hyundai Motor Company folgte 1968 der Cortina, nur ein Jahr nach Unternehmensgründung und daher noch gänzlich aus importierten Bauteilen zusammengefügt. Erst 1974 entstand mit dem Pony das erste Fahrzeug aus südkoreanischer Herstellung, das zudem kein reiner Nachbau war, sondern die Basis Morris Marina in Fahrwerk und Design weiterentwickelte. Um eine schnellstmögliche Selbstständigkeit zu erreichen, führte Hyundai auch primär völlig unwirtschaftliche Projekte aus. Mit diesem Wunsch bewegte sich der Konzernchef auf der Linie der Landesregierung. Beide wünschten eine Industrie, die unabhängig von außerkoreanischen Firmen eigene Produkte fertigen kann und dieses Ziel auch erreichte, als das Land sich im Laufe der achtziger Jahre vom Im- zum Exportland wandelte. Vor diesem Hintergrund ist auch die Entwicklung einer eigenen Motorreihe bei nur 100.000 jährlich verkauften Fahrzeugen zu sehen. Die Kosten konnte Hyundai nur aufbringen, indem es sie aus anderen Bereichen des Konzerns entnahm. Entwickelt wurde unabhängig von der wirtschaftlichen Lage des Unternehmens, mit stetiger Unterstützung des Gründers. Möglich wurde dieses Vorgehen durch die inhabergeführte Entscheidungsstruktur im Unternehmen. Auf diese Eigenschaft achtete die Regierung 1961 bei ihrer Aufgabenverteilung.

Trotz seiner 125 Millionen Dollar Entwicklungskosten entstanden Hyundai Vorteile durch den eigenen Motor. Zunächst entfielen Lizenzgebühren, 90 US-Dollar pro Motor hätten sich allein beim Accent des Jahrgangs 1994 auf 17 Millionen summiert. Diese Zahlen vorausahnend, sandte der Lizenzempfänger 1984 sein Unverständnis zum Alpha-Projekt, auch zukünftig sei Mitsubishi schließlich zur Techniklieferung bereit. Im Nachsatz fügte er noch Zweifel an den hochgesteckten Projektzielen bei. Diese bewegten auch die Ingenieure in Seoul. In Anbetracht der vorhandenen Erfahrungen votierten einige für ein Vergaser-System, während andere einen Einspritz-Motor favorisierten. Auch die Leistungsfähigkeit zweite die Abteilungen, deren Steigerung vom Export mit Mehrverbrauch und Minderabsatz, von der Unternehmensplanung jedoch mit Prestigegewinn gesehen wurde. Das Topmanagement entschied sich im Sommer 1984, letzterem folgend, für eine Einspritzanlage und zumindest eine sportliche Topmotorisierung. Aus dieser Entscheidung entstanden wohl Mitsubishis Zweifel, denn ein Dreiventil-Zylinderdesign hatte noch kein Autobauer zuvor mit einem Turbolader versehen.

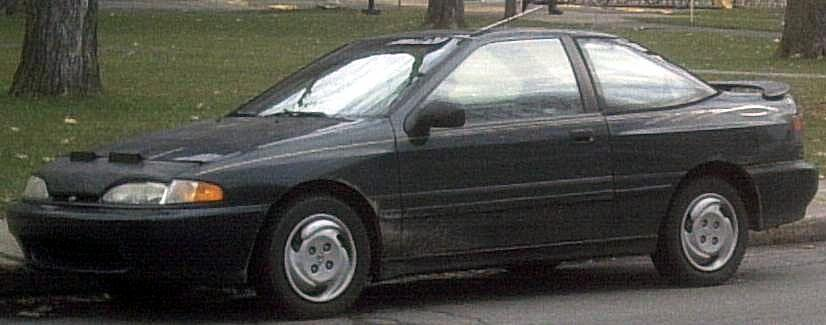
Erste Anwendung eines Dreiventil-Zylinders mit Aufladung: Scoupe Turbo

Um die Lücke zwischen vorhandenen und erwünschten Kompetenzen zu überbrücken, kontaktierte der Alpha-Designer Hyun Soon Lee Bosch zur Entwicklung einer Motorsteuerung.
Die Preisvorstellungen näherten sich nach der Einladung von Bendix in die Verhandlungen. Die Zusammenarbeit mit Bosch umfasst mittlerweile die Steuerungen mehrerer Motorreihen und deren Umfeld, darunter die Stopp-Start-Automatik ISG. Lee wurde vor Projektbeginn von GM abgeworben, wo er wie zuvor bei Chrysler Motoren entwickelte. Aus Großbritannien stand ihm für drei Jahre der Ricardo-plcRicardo-Ingenieur Clions beratend zur Seite. Ricardo unterstützte seit 1978 Hyundai’s Entwicklung von Nutzfahrzeugdieseln. Das Konzept des gezielten Einkaufs fehlender Spezialkompetenz verwandte Hyundai zuvor auch bei der Entwicklung des Pony.
Im September 1985 war der erste Prototyp fertiggestellt. Dieser Entwicklungsstand durchlief erste Emissionstests, während der 11 Antriebe zu je 25.000 Dollar kaputt gingen. Da gleichzeitig das erste eigene Getriebe entwickelt wurde, ergänzte es die Liste möglicher Fehlerursachen. Die Ursachenforschung führte zur Phase der größten Designkorrekturen, allein 156 im Jahr 1986. Deren Ergebnis wurde im darauffolgenden Sommer in der Sonora-Wüste um Phoenix an 83 Motoren geprüft und zusammen mit den noch folgenden Tests durch Bosch in Deutschland, im kanadischen Winter Anfang 1988 und auf den Rocky Mountains im Juli 1989 in projektweit 288 Korrekturen umgesetzt.
Nach 300 Motoren und 200 Getrieben endete Hyun Soon Lees erstes, siebenjähriges Projekt. Ihm folgten weitere für das Unternehmen entscheidende, darunter Hybridantriebe und der Hyundai Genesis, dessen Vorstellung 2008 er als Abschlusspunkt des Wandels vom vollständig abhängigen Hersteller bezeichnete, welcher mit dem Alpha-Projekt 1983 begann.
Am Ende der Entwicklung stand im März 1991 der erste Motor aus südkoreanischer Entwicklung. Hyun Soon Lee verließ Hyundai 2011 als prominente Persönlichkeit der koreanischen Automobilindustrie.

## Motoren-Modelle

### Alpha
Für die Vorstellung der Eigenentwicklung wählte Hyundai ein möglichst sportives Umfeld. Dem Alpha-Debüt im Hyundai S-Coupé folgte daher 1992 dessen Turboversion. Ihr Einstiegspreis war der niedrigste eines Turbo-Modells im US-Markt. Resultierende Bedenken zu dessen Sportlichkeit sollte die Teilnahme am Pikes Peak Hill Climb zerstreuen. Der dafür gewonnene Fahrer Rod Millen errang 1992 den Sieg und wiederholte ihn 1993. Die Seriennähe des Fahrzeugs blieb allerdings unbekannt. In der Straßenversion arbeitet ein Garrett TB1501-Turbolader, der Drehmoment und Verbrauch um 30 Prozent steigert.
Infolge ihrer Premiere lösten Alpha-Motoren die lizenzgefertigten Mitsubishi-Antriebe gleichen Hubraums ab. Dies erschöpfte sich zunächst jedoch nach zwei Modellen, leistungsbedingt waren es die kleinsten der Modellpalette. Erst Stärkung und Schallreduktion der Alpha II-Motoren förderten die weitere Verbreitung. Zunächst jedoch ersetzte der 1,5-Liter-Alpha den Mitsubishi Orion (Mitsubishi-Code 4G15 / Hyundai-Code G4DJ) im Hyundai S-Coupé und Accent, der seinerseits als erstes Modell nur noch Hyundai-eigene Motoren verwendete. Hier debütierte 1994 auch der Alpha mit 1,3 l Hubraum.

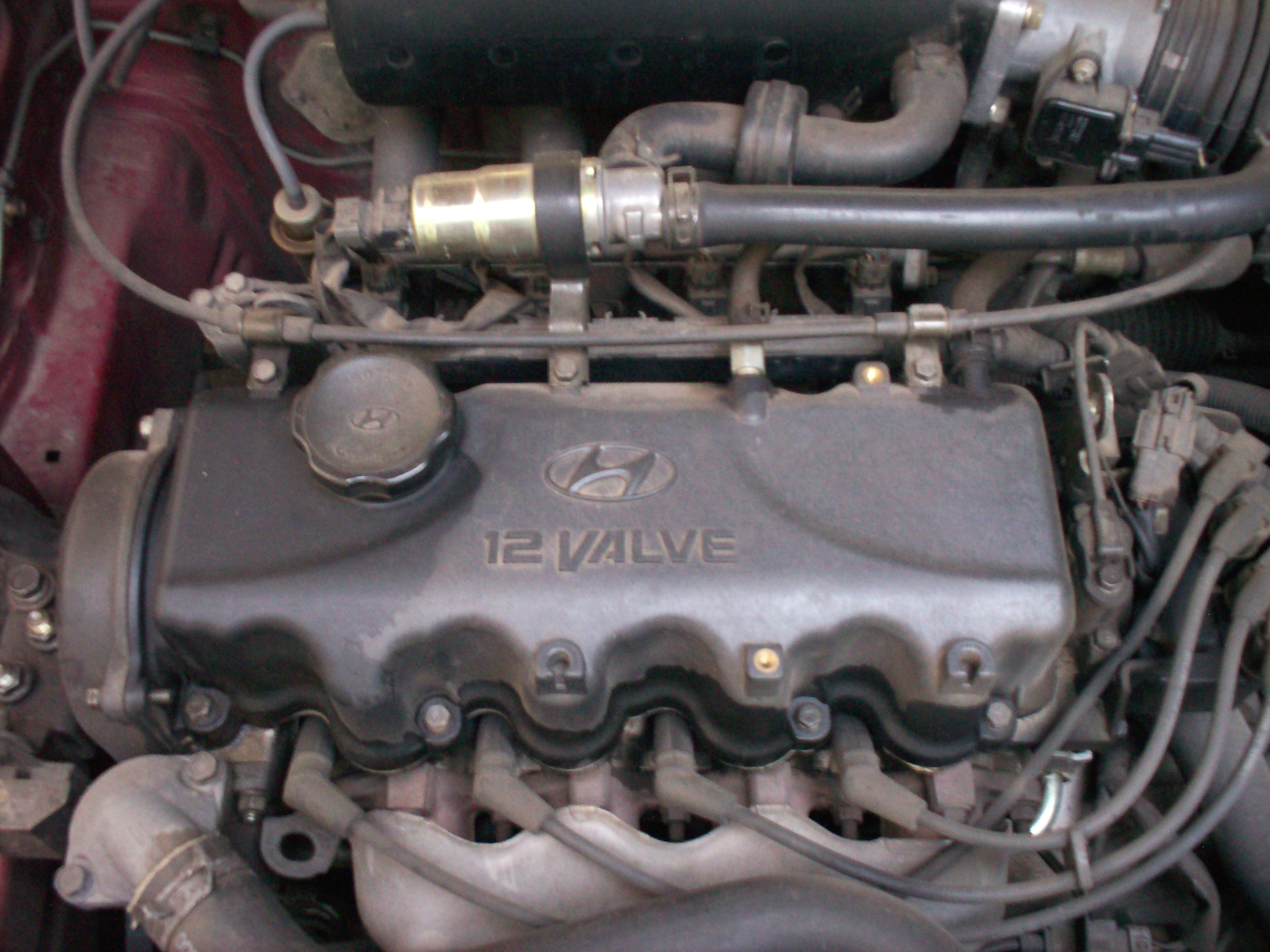
Alpha 1.3 L im Accent X3 mit 200.000 km Laufleistung.

Der 1.3 L mit 71 PS ist ein Sondermodell der Baureihe. Er verwendet zur Gemischherstellung einen Vergaser. Damit ist er der einzige Motor aus südkoreanischer Entwicklung, der einen Vergaser hat. Die inländischen Mitbewerber folgten erst Mitte der neunziger Jahre mit Motoren aus eigener Entwicklung. Die dann gültigen Abgasnormen nahmen die Entscheidung zwischen Vergaser und Einspritzanlage ab. Zu finden ist der „Alpha 1.3 CON“ in außereuropäischen Accent X3.
Während bei Einspritzanlagen eine elektronisch gesteuerte Düse öffnet und schließt, wird im Vergaser durch den Luftzug im Ansaugtrakt der Kraftstoff aus einem anstehenden Rohr mitgezogen. In beiden Anlagen entstehen so kleinste Tröpfchen, nie jedoch ein Gas im Sinne des Aggregatzustandes, sondern immer dem eines Kraftstoffnebels.

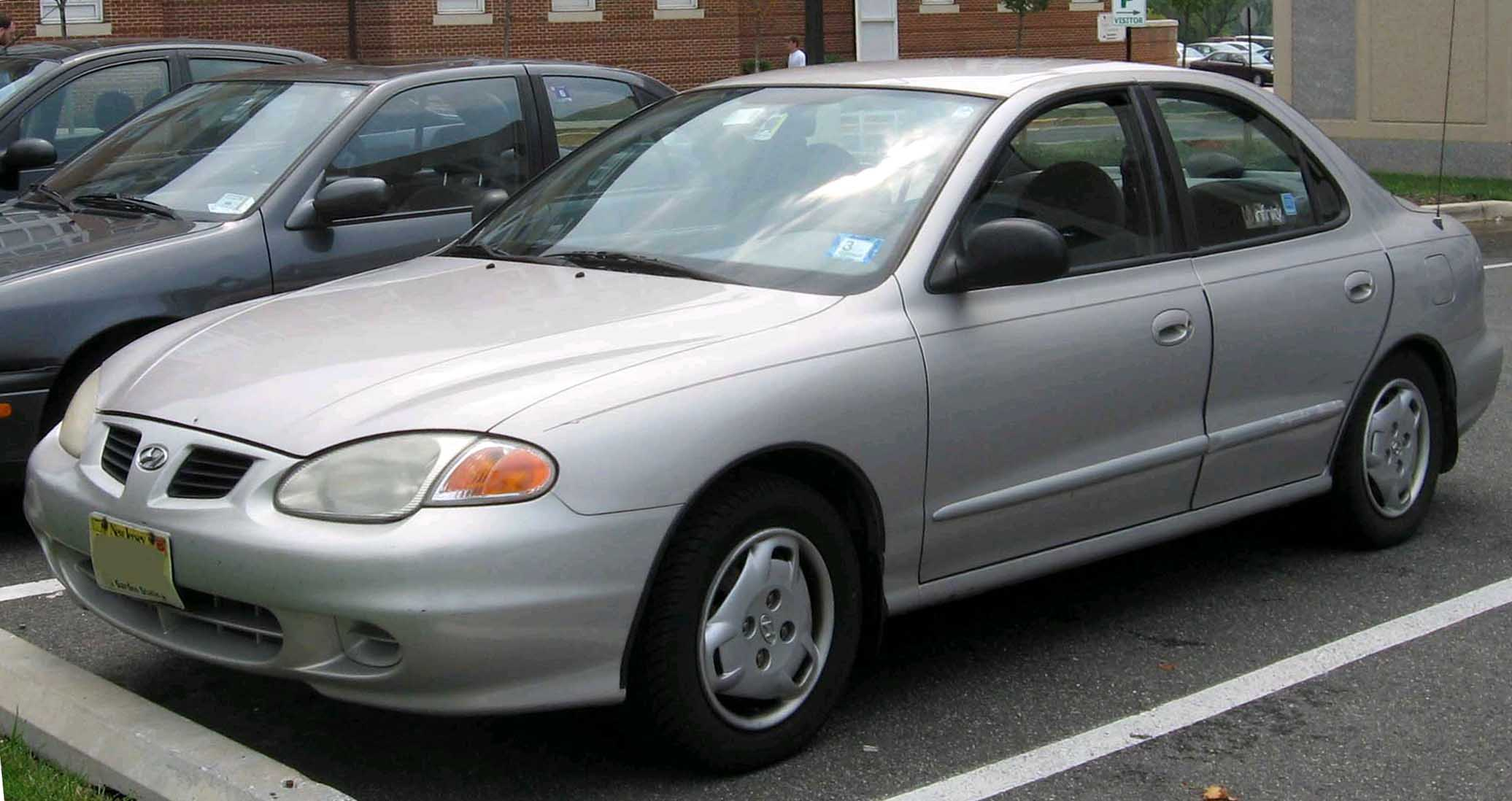
In Korea auch mit Lean-Burn-Motor erhältlich: der Hyundai Avante (koreanische Modellbezeichnung)

Auch der 1,5-Liter-Motor wurde in einer Spezialversion gefertigt. 1999 debütierte eine Spritsparvariante im koreanischen Markt, die im Zuge der Öffnung auch im Norden des Landes angeboten wurde. Eine später prämierte Werbekampagne kommunizierte die effektivierende Maßnahme im benzinarmen Nordkorea: die Gemischbildung erfolgte mager (lean-burn). In Teillastphasen wird dabei weniger Benzin eingespritzt, als der Sauerstoff im Zylinder verbrennen könnte. So erreicht der 1,5-Liter- den Verbrauch des 1.3-L-Antriebs, im südkoreanischen Fahrzyklus eine Verbesserung um 16 %. Unter Volllast verwendet er wieder die gewohnte Kraftstoffmenge und erbringt so auch die Leistung des normalen Motors. Der Grund für den nicht erfolgten Export liegt im Teillastbetrieb. Währenddessen reagieren die durch das Magergemisch überschüssigen Sauerstoffatome mit dem Stickstoff der Luft zu Stickoxiden. Diese aufzufangen und periodisch zu neutralisieren wäre die Aufgabe eines Speicherkatalysators. Auf den verzichtete Hyundai jedoch, wodurch der Motor die eingesparten CO2- gegen smog-erzeugende NOx-Emissionen tauschte. Aufgrund dieses Effekts verzichten fast alle Hersteller auf solche Motoren, eine der Ausnahmen produzierte Honda mit dem ersten Insight, dessen Magermotor mittels Stickoxid-Katalysator auch europäische Abgasnormen erfüllt.

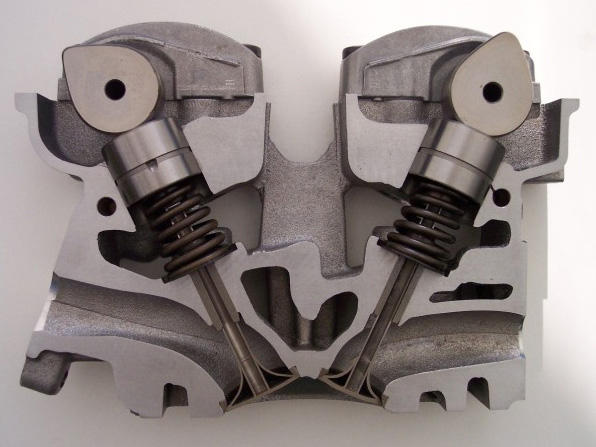
Ein Zylinderkopf mit zwei Nockenwellen (oben), von denen Ein- und Auslassventil in einen Brennraum mit flacher Dachform gedrückt werden.

Für die 99-PS-Fassung erhielt der 1,5-Liter-Motor 1996 einen neuen Zylinderkopf. Mit ihm öffnet nun auf Ein- und Auslassseite jeweils eine eigene Nockenwelle die Ventile, anstelle der zuvor einzigen, zentral angeordneten. Die Anzahl der Nockenwellen wird herstellerübergreifend in der Bezeichnung Single, Double, oder Quad Overhead Camshaft aufgeführt. Mit dem DOHC-Design erhielt die Auslassseite auch ein zweites Ventil, wodurch mehr Benzingemisch durchgesetzt werden kann. Der darunter liegende Brennraum erhielt dabei die Form eines flachen Daches (semi pent roof) anstelle des vorherigen Hochdachs (pent roof). Dies verbessert zusätzlich den Gemischdurchsatz, da sich die Ventile weiter in den Zylinder öffnen können, ohne sich in der Mitte zu begegnen. Diese Form übernahm Hyundai von der Beta-Reihe für alle Alpha-DOHC-Modelle.

### Alpha II
Mit der Überantwortung des Geschäfts vom Unternehmensgründer an seinen Sohn wechselte der Fokus 1999 von Wachstum auf Qualität. Im gleichen Jahr erfuhr die Alpha-Serie eine Reihe von vereinfachenden und geräuschmindernden Maßnahmen und wurde damit zu Alpha II. Ablesbar ist dies an den Hubräumen, die um einen Zehntelliter auf 1,4 und 1,6 l wuchsen.
Nach dem Debüt im Elantra Anfang 2000 ersetzten die überarbeiteten Versionen im Zuge von Facelifts und Neuvorstellungen die bisherigen. Das letzte neuerschienene Modell mit Alpha-II-Motor ist der Accent MC von 2006.

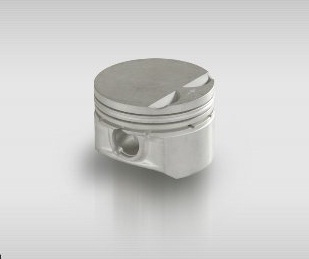
Nun graphitbeschichtet: Die Kolben im Alpha II, die so den Erhalt des Ölfilms unterstützen.

Zur Verbesserung der Laufruhe erhielt der Zylinderblock eine materialüppigere Verstrebung und die Kurbelwelle eine Verdopplung auf acht Gegengewichte zu ihrer Auswuchtung. Der Motor selbst wurde mit dem Wechsel von gummierter zu hydraulischer Lagerung besser von der Karosserie entkoppelt. Sein Zylinderkopf musste durch präzisere Fertigung nur mehr ein- statt mehrlagig abgedichtet werden. Die Kolben erhielten eine Graphitbeschichtung, welche die Reibung und damit Geräusch und Ölverbrauch senkt.

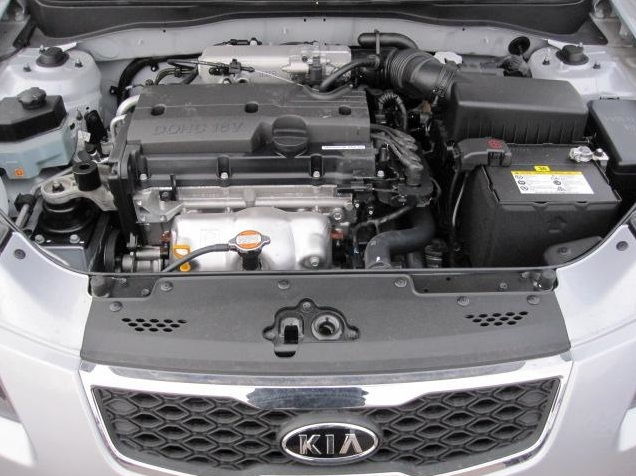
Alpha II 1.4 im Kia Rio

Insgesamt wurde das Alpha-Design auf weniger Bauteile reduziert, deren Fertigungstoleranzen sich damit weniger addieren können. Dies vereinfachte Fertigung und Wartung, letzteres auch durch Neuanordnungen wie jene der Zündanlage, die nun oben vorn am Motorblock arbeitet. Unverändert besteht sie aus zwei kontaktlosen und damit verschleißarmen Spulen. Der Ansaugstutzen wurde verkürzt und besteht nun aus einem Bauteil. Das minimiert die Möglichkeiten zum Ansaugen von „Fremdluft“, die nicht regelbar wäre und damit die Motorsteuerung stört. Auf der Auslassseite ist der Katalysator nun direkt am Abgaskrümmer angeschweißt, was ihn schneller erwärmt und den Abgasstrang unter dem Fahrzeug vereinfacht. Gaspedal- und Leerlaufreglersensor wurden in einem Bauteil zusammengefasst. Die Kraftstoffversorgung erhielt für ein besseres Drehmoment bei niedrigen Drehzahlen ein rücklauffreies System mit höherem Kraftstoffdruck. Dieses ist seitdem Standard für alle neuen Motorreihen des Herstellers.
Die Motoren dieser Serie bildeten die Basis für die nachfolgende Gamma-Reihe. Sie ersetzt seit 2006 nach und nach die Alpha-Motoren.

### Alpha II CVVT

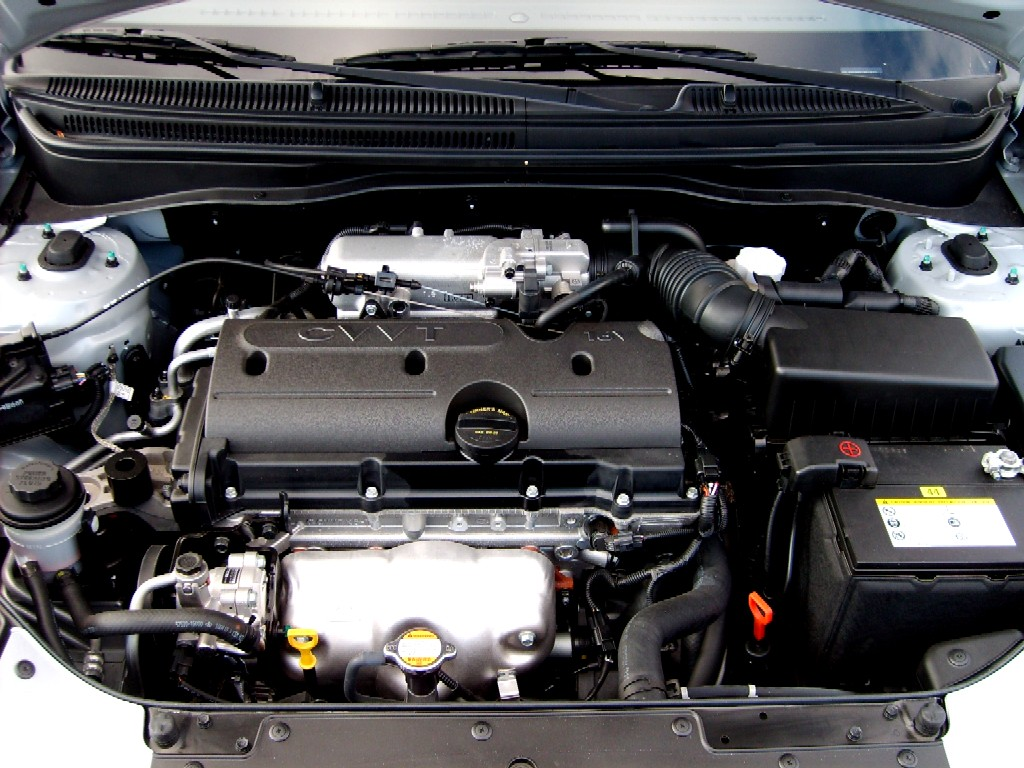
Alpha II CVVT im Kia Rio

2004 erhielt der größte Alpha-Motor wie ein Jahr zuvor jener der Beta-Reihe eine CVVT benannte Nockenwellenverstellung. Sie entstammt der technologischen Zusammenarbeit mit Daimler-Chrysler im Rahmen der Global Engine Manufacturing Alliance. Die CVVT variiert den Öffnungszeitpunkt der Einlassventile (um 40° einer Kurbelwellenumdrehung), nicht aber den Ventilhub und damit die Öffnungsdauer. Damit übt sie Einfluss auf die Überschneidung zwischen Einlass- und Auslassseite und ist vergleichbar mit der BMW Einzel-VANOS-Technologie.
Diese Ergänzung bewirkte eine Kraftstoffersparnis sowie ein im unteren Drehzahlbereich besseres Drehmoment. Die Leistung stieg um 4 Prozent (siehe auch Hintergrund). Emissionsseitig wurden besonders die Stickoxidwerte reduziert, indem die abgasrückführende Wirkung einer großen Überschneidung genutzt wird – hierbei wird bereits ausgestoßenes Abgas wieder zurück in den Brennraum gesaugt.
Seit 2006 ersetzt die Gamma-Familie bei neuen Modellen nach und nach die Alpha-Reihe. Nur für kostensensible Modelle oder Märkte wird noch auf diese zurückgegriffen. In Europa endete ihr Einsatz mit dem Rio-Modellwechsel im Frühjahr 2011.

## Technische Daten
| Serie         | Motorcode    | Zylinder- kopf | Hubraum (cm³) | Hub × Bohrung (mm) | Trocken- gewicht (kg) | Leistung bei (1/min)                      | Drehmoment bei (1/min)                    | Zylinder | Verdichtung | Aufladung         | Einspritzung |
| ------------- | ------------ | -------------- | ------------- | ------------------ | --------------------- | ----------------------------------------- | ----------------------------------------- | -------- | ----------- | ----------------- | ------------ |
| Alpha         | G4EA         | SOHC           | 1341          | 83,5 × 71,5        | 99,7                  | 71 bei 5500                               | 110 bei 3000                              | 4        | 9,5         | –                 | Vergaser     |
| Alpha         | G4EH         | SOHC           | 1341          | 83,5 × 71,5        | 107,7                 | 60/75/82,84,86 1 bei 5000/5400/5500/5500  | ?/114/117/119 1 bei?/3000/3200/3000       | 4        | 9,5         | –                 | MFI          |
| Alpha         | G4EK-TC 2    | SOHC           | 1495          | 83,5 × 75,5        | -? –                  | 115 bei 5500                              | 171 bei 4300                              | 4        | 7,5         | Turbo (+ 0,6 bar) | MFI          |
| Alpha         | G4EK         | SOHC           | 1495          | 83,5 × 75,5        | -? –                  | 88/91 3 bei 5600/5500                     | 127/130 3 bei 4000/3050                   | 4        | 10,0        | –                 | MFI          |
| Alpha         | G4EB         | SOHC           | 1495          | 83,5 × 75,5        | 106                   | 90 bei 5600                               | 130 bei 3050                              | 4        | 10,0        | –                 | MFI          |
| Alpha         | G4ER         | DOHC           | 1495          | 83,5 × 75,5        | -? –                  | 99 bei 5900                               | 134 bei 4700                              | 4        | 10,0        | –                 | MFI          |
| Alpha         | G4EC(-G) 4 5 | DOHC           | 1495          | 83,5 × 75,5        | 115,1                 | 101 bei 5800                              | 133 bei 3000                              | 4        | 10,0        | –                 | MFI          |
| Alpha II      | G4EE         | DOHC           | 1399          | 78,1 × 75,5        | 116                   | 75/97 bei 5500/6000                       | 125 bei 4700 6                            | 4        | 10,0        | –                 | MFI          |
| Alpha II      | G4ED(-G) 4   | DOHC           | 1599          | 87 × 76,5          | 115,4                 | 103/105/106/107 7 bei 4500/5800/5800/5800 | 141/143/144/146 7 bei 4500/4500/3200/3000 | 4        | 10,0        | –                 | MFI          |
| Alpha II CVVT | G4ED         | DOHC           | 1599          | 87 × 76,5          | -? –                  | 112 bei 6000                              | 146 bei 4500                              | 4        | 10,0        | –                 | MFI          |

## Einsatz
Aufgelistet sind die weltweit verbauten Alpha-Motoren für jedes Modell, nicht in jedem Land wurden alle aufgeführten Konfigurationen angeboten.
Hyundai Accent
- Accent X3
  - G4EA, G4EH (alle Leistungsstufen), G4EK: 1994–2000
  - G4ER: 1996–2000
- Accent LC
  - G4EH (75 PS): 1999–2003
  - G4EH (86 PS): 2003–2005
  - G4EB, G4EC: 1999–2003 (2003 in Europa vom Facelift abgelöst, heute Produktion in Ägypten[36] und Indien[37])
  - G4ED (105 PS): 2003–heute (2005 in Europa vom Accent MC abgelöst, heute Produktion in Ägypten[38] und Russland[39])
- Accent MC
  - G4EE, G4ED (112 PS): 2005–heute (2009 in Europa vom i20 abgelöst)

Hyundai Coupé
- Coupé RD2
  - G4ED (107 PS): 2001–2002
- Coupé GK
  - G4ED (105 PS): 2002–2005

Hyundai Lantra
- Lantra J2/RD
  - G4EK: 1995–2000 (nur Südkorea)

Hyundai Elantra
- Elantra XD
  - G4ED (107 PS): 2000-heute (2004 in Europa vom Facelift mit 105 PS abgelöst, dieses wird mit dem älteren 107-PS-Motor in Venezuela weiterproduziert[40])
  - G4ED (105 PS): 2004–2006
  - G4ED (112 PS): 2011–heute (nur China)[41]

Hyundai Getz
- Getz TB
  - G4EH / G4EH60 (82 PS): 2002–2004
  - G4EH / G4EH63 (86 PS): 2004–2005
  - G4ED (105 PS): 2002–2005
- Getz TBi
  - G4EE, G4ED (106 PS): 2005-heute (2009 in Europa vom i20 abgelöst, heute Produktion in Malaysia,[42] Venezuela[43] und Ägypten[44])

Hyundai Matrix
- Matrix FC
  - G4ED (103 PS): 2001-heute (2010 in Europa eingestellt, heute Produktion in Malaysia[45] und Ägypten[46])

Hyundai S-Coupé
- Scoupe L1
  - G4EK-TC: 1992–1995
  - G4EK: 1991–1995

KIA Cerato
- Cerato LD
  - G4ED (105 PS): 2003–2006
  - G4ED (112 PS): 2004–2006 (Südkorea), 2005-heute (China)

KIA Rio
- Rio DE
  - G4EE (97 PS), G4ED (112 PS): 2005–2011

Tatra Beta
- CL 1,3, CV 1,3, CN 1,3
  - G4EH (62 kW; 83 PS): 1996–1999